# Angelika Dreock-Käser
Angelika Dreock-Käser (* 2. März 1967 in Bremervörde) ist eine deutsche Paracyclerin.

## Sportliche Laufbahn
Mit elf Jahren begann Angelika Dreock-Käser mit Leichtathletik, von Mittel- über Langstrecken kam sie zum Marathon. Innerhalb von zehn Jahren absolvierte sie 38 Marathonläufe. Sie startete unter anderem für den SC DHfK Leipzig und dort in einer Mannschaft mit der Bronzemedaillengewinnerin der Olympischen Spiele 1992 in Barcelona, Katrin Dörre-Heinig. Sie gewann verschiedene Landesmeistertitel.
1999 zog Dreock-Käser nach Bayern und arbeitete dort als Sport-Physiotherapeutin, Masseurin und medizinische Bademeisterin. Aufgrund von Verletzungen verlegte sie sich 2001 auf den Duathlon.
2009 erlitt Angelika Dreock-Käser einen Schlaganfall. Seither leidet sie an einer Gangataxie (Störung der Bewegungskoordination). Gemeinsam mit ihrem Mann begann sie mit dem Radtraining und bestritt ab 2012 Rennen in der Klasse C4 (Zweirad), 2017 wechselte sie auf das Dreirad (T2). Bei den UCI-Paracycling-Straßenweltmeisterschaften 2019 errang sie Silber im Straßenrennen.

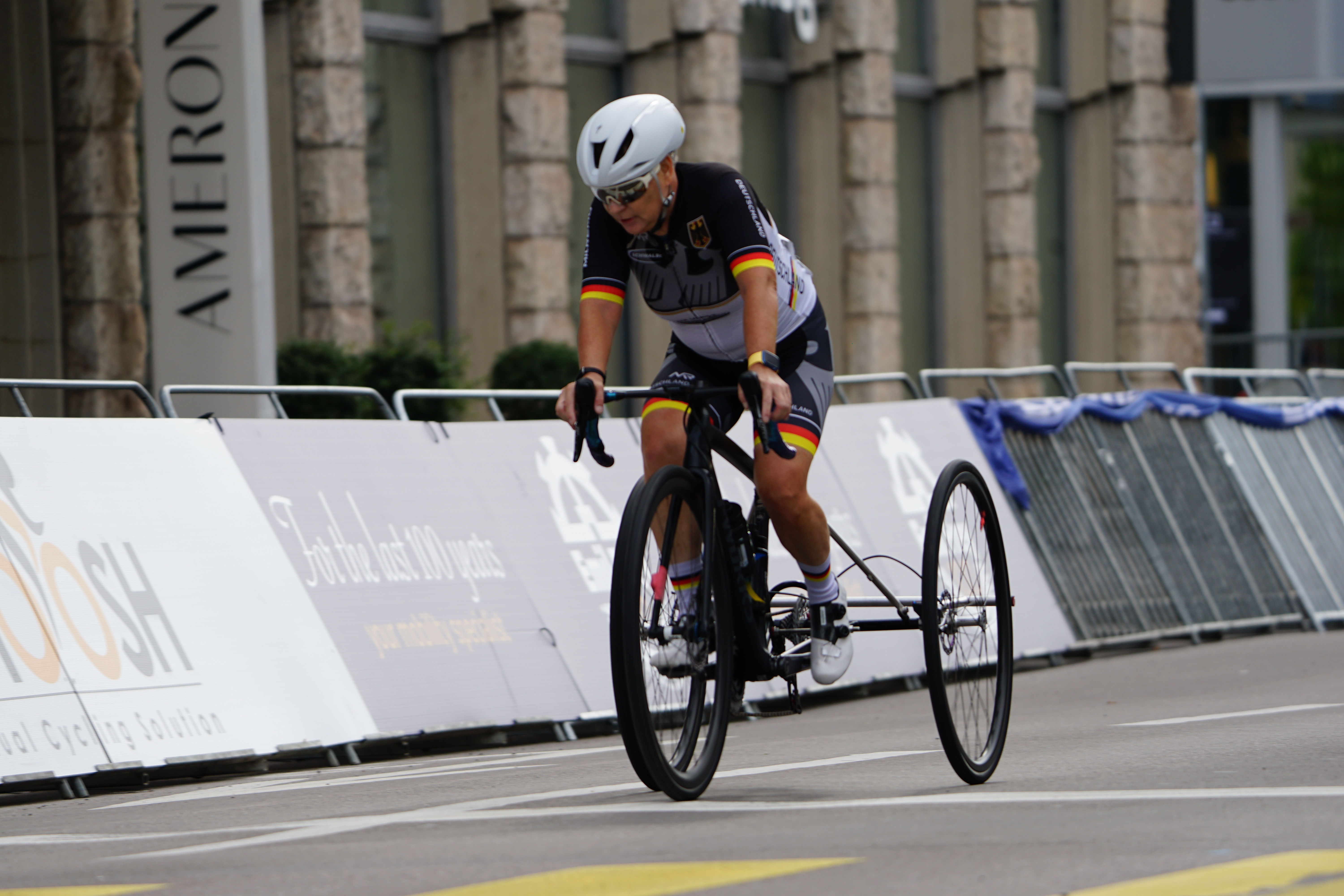
Angelika Dreock-Käser bei den Paracycling-Straßenweltmeisterschaften 2024 in Zürich

2021 wurde Angelika Dreock-Käser für die Teilnahme an den Sommer-Paralympics 2020 in Tokio nominiert. Sie gewann Silber im Straßenrennen und die Bronzemedaille im Einzelzeitfahren der Kategorie T2, die sie ihrem vier Wochen zuvor verstorbenen Mann widmete. Für den Gewinn dieser beiden Medaillen wurde sie am 8. November 2021 vom Bundespräsidenten mit dem Silbernen Lorbeerblatt ausgezeichnet. Bei den UCI-Paracycling-Straßenweltmeisterschaften 2022 wurde sie Weltmeisterin im Zeitfahren, und im Straßenrennen belegte sie Platz zwei.

## Erfolge
2019
- Straßenweltmeisterschaften – Straßenrennen (T2)

2021
- Weltmeisterin – Straßenrennen (T2)
- Weltmeisterschaft – Zeitfahren (T2)
- Sommer-Paralympics – Straßenrennen
- Sommer-Paralympics – Einzelzeitfahren

2022
- Weltmeisterin – Zeitfahren (T2)
- Weltmeisterschaft – Straßenrennen (T2)

2023
- Weltmeisterschaft – Zeitfahren (T2)

## Auszeichnungen
- 2024: Bayerischen Verdienstorden